# Бродли, Эрик
Эрик Харрисон Бродли (англ. Eric Broadley; 22 сентября 1928, Бромли, Большой Лондон — 28 мая 2017, Кембридж) — британский предприниматель, инженер, основатель и главный дизайнер автоспортивной фирмы «Lola Cars», член Ордена Британской империи. Он был одним из самых влиятельных автомобильных дизайнеров послевоенного периода и на протяжении многих лет его фирма участвовала во многих громких проектах в Формуле-1, Champ Car и других гонках спортивных автомобилей. В 1999 году Бродли продал свою фирму Мартину Биррану.

## Биография

### Ранние годы
Эрик Бродли получил образование архитектора в конце 1940-х годов, а после завершения учёбы устроился на работу геодезистом. В свободное время Бродли активно участвовал в автоспорте в команде 750 Motor Club. Как и большинство других конкурентов, включая Колина Чепмена, Фрэнка Костина и Брайана Харта, он построил свои собственные автомобили на шасси Austin 7, используя самодельные и запатентованные детали. Его первая машина, «Broadley Special» была построена в 1956 году в соответствии с правилами, регулирующими класс «Ford Ten Special» (или «1172 Special»), с использованием двигателя с боковыми клапанами объёмом 1,2 л, первоначально предназначенный для довоенного «Ford Model C Ten».
«Broadley Special» имел мгновенный успех, выиграв ряд местных и национальных соревнований в Великобритании. На базе этой модели Бродли, по просьбе ряда водителей, ищущих что-то помимо Lotus Eleven, немедленно начал проектировать шасси для установки более мощного двигателя Coventry Climax объёмом 1,1 л и коробкой передач от двигателя BMC A-series engine фирмы British Motor Corporation. Этим автомобилем с новейшим пространственным каркасом должен был стать «Lola Mk1», названным в честь песни «Whatever Lola Wants» из мюзикла «Чёртовы янки». Хотя, как признает Бродли, Mk1 был слишком мощным для его уровня навыков вождения, в 1958 году он стал первым человеком, когда-либо проехавшим по трассе Брэндс-Хэтч менее чем за одну минуту. После этого «Lola Mk1» побил Lotus XI «с монотонной регулярностью» (особенно в руках Питера Эшдауна, который одержал как минимум несколько побед, включая победу в классе и шестое место в общем зачете RAC Tourist Trophy 1959 года. Успех вскоре привлек внимание других частных лиц, поэтому в 1958 году Бродли и его кузен убедили построить ещё три копии. Так родилась компания «Lola Cars Ltd».
Оставаясь в основном в Бромли, Бродли открыл магазин в Уэст-Байфлите (графство Суррей) на 2000 фунтов стерлингов из собственных сбережений, выпустив ещё тридцать пять Mk1 до 1962 года, все с Coventry Climax с постоянно улучшающимися результатами на трассе. Несмотря на свой ограниченный опыт, в 1960 году «Lola» выпустила свою первую одноместную модель с открытыми колёсами: Mark 2 для Формулы-Юниор. Технические характеристики были скорее многообещающими, чем выдающимися, и его передний двигатель был ошибкой, поскольку вскоре в этой формуле стали преобладать автомобили с задним и средним расположением двигателя. Несмотря на эти недостатки и только одну победу в сезоне 1960 года, было продано 42 экземпляра. Модернизированный в 1961 году, среднемоторный Mk3 неизменно уступал более современным автомобилям фирм «Лотус» и «Купер».

### Формула 1 и международное признание
На фоне своего первоначального успеха и несмотря на его неопытность (и неудачу с Mark 2) в 1961 году Редж Парнелл обратился к Бродли с предложением разработать и построить шасси Формулы-1 для его гоночной команды Bowmaker-Yeoman Racing. Lola Mk4 отличался обычной трубчатой пространственной рамой с инновационной передней подвеской. Идея Бродли использовалась и в 1970-е годы. Mark 4 изначально использовал обычный Coventry Climax, пока позже не стал доступен 1,5-литровый V8. Хотя Джон Сёртис и Рой Сальвадори показали себя в нём проворными, и однажды автомобиль, за рулём которого был Сёртис, был поставлен на поул в своей первой гонке, Гран-при Нидерландов 1962 года, машина не смогла финишировать. Сёртис выиграл гонку «2000 Guineas» в парке Мэллори и занял второе место на Гран-при Великобритании и Германии.
Bowmaker-Yeoman покинул Гран-при в конце 1962 года, продав свои Mark 4 гоночной серии Tasman Racing. Здесь Сёртис и его товарищ по команде Тони Мэггс показали неплохие результаты: Сёртис выиграл Гран-при Новой Зеландии. В 1963 году Парнелл продал один Бобу Андерсону, а другим управлял Крисом Эймоном, который редко добивался успеха, хотя на Гран-при Великобритании занял седьмое место. Наивысшим достижением Андерсона была победа на Гран-при Рима.
Работа над автомобилем Формулы-юниор Mark 5 в течение 1962 года привела к девяти продажам, но лишь ограниченному успеху: улучшенный Mark 5A дал Ричарду Эттвуду победу в юниорском этапе Гран-при Монако.
На выставке гоночных автомобилей 1963 года дебютировал Mark 6 (Lola GT), законодатель моды 1970-х годов. Он отличался 4,2-литровым двигателем V8 от Ford и четырёхступенчатой коробкой Colotti под гладким корпусом из стеклопластика. Он демонстрировал хорошую управляемость и «замечательный поворот на скорости». В 1963 году в гонке 24 часа Ле-Мана коробка передач вышла из строя и водитель Дэвид Хоббс разбился.
Это выступление привлекло внимание Ford, который искал способ выиграть Ле-Ман, и предложил Бродли двухлетнюю сделку по перепроектированию GT, установив Ford Advanced Vehicles на заводе в Slough Trading Estate; он произвёл GT-40, который во многих отношениях отличался от Mark 6, не в последнюю очередь тем, что он использовал стальное шасси, а не алюминиевое, как у Mark 6. Это был один из многих моментов, в которых Бродли оказался в разногласиях со своими американскими работодателями.
Бродли, который раньше был самим себе боссом, уволился через 12 месяцев, и, поскольку завод FAV переименовался в Lola Cars, сохранил завод, вынудив Форд переехать на другой завод в том же поместье. Первыми автомобилями новой независимой компании были новый Mark 5As для Midland Racing Partnership (используемый Эттвудом), теперь переименованный в Mark 53. Производный одноместный автомобиль Mark 54 Формула-2, также используемый Midlands, принёс Эттвуду второе место в По, Альби и Нюрбургринге, а Мэггс занял второе место на Эйнтри. Одноместный монокок для Формулы-2 и Формулы-3, T60, был представлен в 1965 году; пять автомобилей были построены, но не имели успеха, а опытные образцы T61 и T62, купленные Midlands и шестью другими заказчиками, были не лучше. Другой дебют 1965 года, T70, был прямо противоположным, «призванным стать одним из самых успешных и долгоживущих спортивных автомобилей». Предлагаемый с 5,4- или 6,2-литровыми двигателями Chevrolet и Hewland, он, тем не менее, был свежим и почти таким же большим открытием, как и более ранние версии машин Бродли. Международная автомобильная федерация создала Group 9 (позже Group 7) только для T70, в то время как Сёртиз участвовал в британских гонках, в том числе выиграл Guards Trophy на заводе Брэндс-Хэтч на заводской машине. 15 экземпляров были проданы в 1965 году, как и 32 улучшенных Mk2, представленных в 1966 году.
В его первых соревнованиях 500 миль Индианаполиса Тип 80 Бродли с 4,2-литровым Ford не добился успеха. В 1966 году владелец команды Джон Меком заказал три улучшенных T90 для Джеки Стюарта, Грэма Хилла и Роджера Уорда; Стюарт выбыл на 190-м круге, что дало победу Хиллу. Сильно модифицированный Т90 поставил Эла Унсера вторым в 1967 году.
Улучшив T70 в 1967 году, Бродли столкнулся с гигантской McLaren в Can-Am и одержал только одну победу — Сёртис в Лас-Вегасе. Чтобы претендовать на участие в европейских гонках прототипов, Бродли разработал кузов купе для тяжёлого и ненадёжного двигателя Aston Martin с двумя распредвалами. Поэтому Сёртис переключился на более надёжный 5,7-литровый Chevrolet, обнаружив слабость подвески. Тем не менее, Хокинс / Эпштейн выиграли «1000 км Спа», а Хокинс / Лав были вторыми на «Девяти часах Кьялами». Наконец, в 1968 году автомобиль был омологирован как купе Группы 4 с двигателем Chevy, и, несмотря на плохие результаты на чемпионате мира из-за отсутствия технической поддержки, было продано более ста экземпляров частным лицам. Первым среди них был Денни Халм, выигравший в том году Туристический трофей. Разработанный как Mk3B (официально T76) в 1969 году, с новым кузовом и меньшим весом, он достался частным покупателям, таким как Фрэнк Гарднер, Тревор Тейлор, Пол Хокинс и Майк де Уди, одержавшие победы на соревнованиях Sports Car Club of America в 1969—1970 годов.

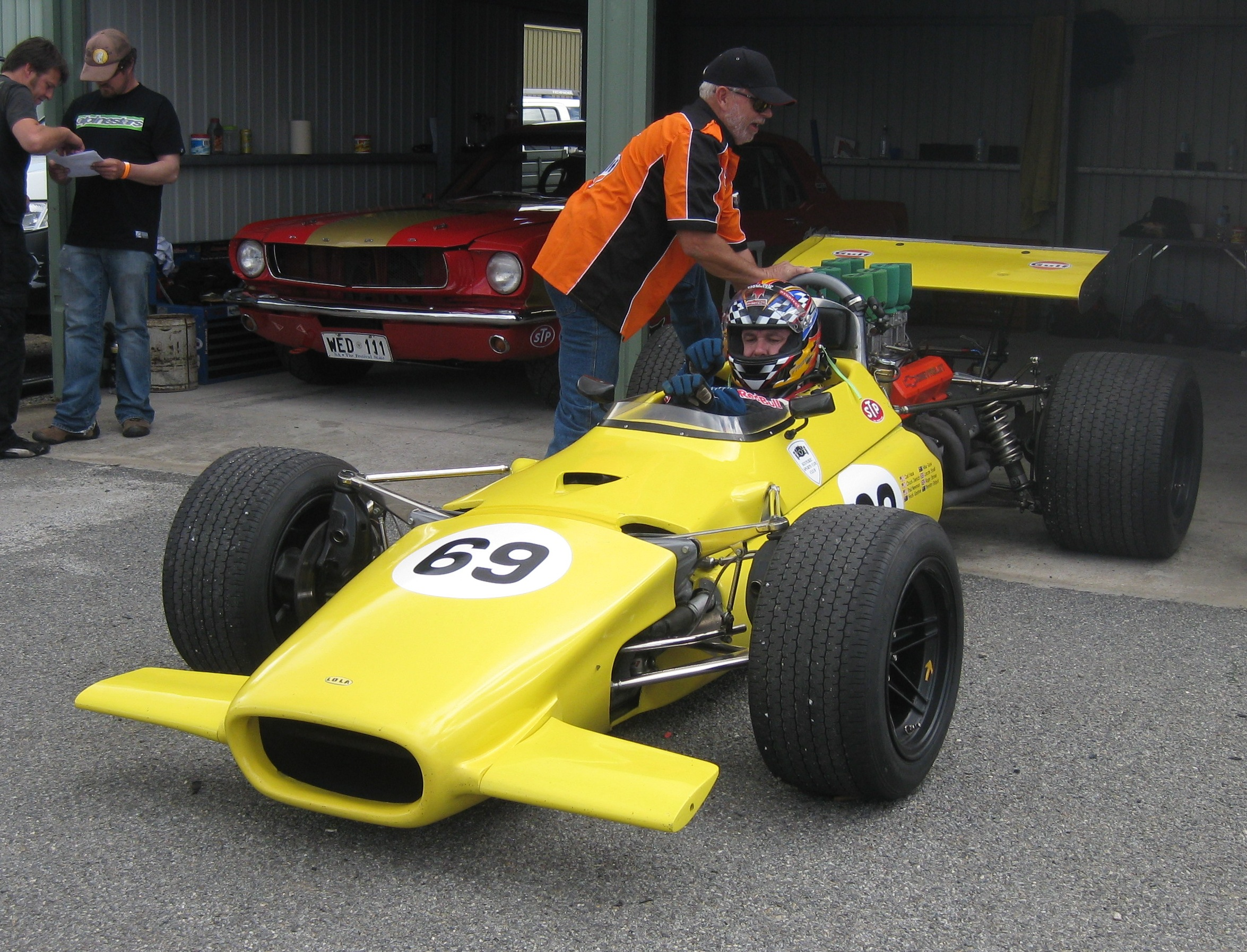
Lola T142 Formula 5000.

Бродли не пренебрёг и одноместными автомобилями. В 1967 году он создал совершенно новый монокок F2 T100 только для того, чтобы потратить значительные усилия и деньги на проблемный радиально-клапанный двигатель BMW; после перехода на Cosworth FVA, он стал конкурентом, принёсшим Сёртису победы в Золдере и Мэллори Парк и второе место в Реймсе. Позже он был переименован в T102 и на него установили двигатель BMW. В том же году отказались от новой Формулы-1 Т110 Бродли, созданной совместно с Сёртисом. Шасси для автомобиля Honda F1, также выпущенного в 1967 году, получилось достаточно лёгким, чтобы выиграть Гран-при Италии. Используя американские 5-литровые стандартные блоки и подвеску T70 для Формулы A, Бродли построил одноместный автомобиль T140 с пространственной рамой; для британского эквивалента Формулы-5000 на его базе был разработан Т142.
В 1968 году Бродли вернулся в Индианаполис с T150, подходящим для двух- или четырёхколёсного привода. Полный привод оказался предпочтительнее, но даже большая тяга не смогла спасти Унсера от аварии. Он также подготовил T160, чтобы заменить T70, для Can-Am, в то время как Сёртис, который планировал управлять автомобилем, подготовленным Weslake с двигателем Chevy, порвал с Лолой и стал неконкурентоспособным.
В 1969 году автомобилю Бродли T162 Can-Am составил острую конкуренцию McLaren, и потому было построено только семь экземпляров. Последующий T163 был немного лучше. Кроме того, у нового автомобиля T190 FA / F5000 был монокок, более продвинутый, чем у T142, но при этом не очень удобный. Частично в ответ на это был привлечён Фрэнк Гарднер, который довёл T190 до уровня конкурентоспособности, одержал победы на Thruxton Circuit и Сильверстоуне и привлёк внимание Бродли. Бродли доработал его до T192 и попросил Гарднера с этого момента наблюдать за тестированием разработки.
Предложения в различных формулах и гонках очень загружали Бродли в 1970-е годы. К 1972 году Лола была практически единственной компанией, кто поставлял автомобили клиентам. Они были такими же быстрыми, как и прежде, как продемонстрировал T280 (построенный по заказу Джо Боннье), но им все ещё мешало отсутствие специальной группы разработчиков, несмотря на присутствие Гарднера. Несмотря на все это и при всем «ошеломляющем разнообразии», немногие Лолы были настоящими неудачниками.